# 双堆集站
双堆集站位于中华人民共和国安徽省淮北市濉溪县双堆集镇，是建设中淮宿蚌城际铁路和淮宿阜城际铁路上的火车站。

## 概况
双堆集站位于双堆集镇东侧6公里，车站规模为2台4线，建筑面积8000平方米。新建站房面积4000平方米，车站南端经阜蚌联络线与淮宿阜城际铁路接轨。站房设计灵感源于双堆集战役，主体造型稳重大方，两侧倾斜的墙体犹如山石根基样稳健扎实，敦厚的石墙如革命的丰碑，檐口的细节如国之脊梁。站房两侧的立柱代表淮海战役作战的两大野战军，立柱端部向中部延伸，形成视觉引导，自然围合成入口空间，形成具有仪式感和威严感的进站口。建筑立面运用整齐划一的线条，通过阵列组成建筑杆件，寓意着淮海战役的胜利是人民众志成城的成果。墙面水平构件韵律化的排列又犹如红旗招展，振奋人心。
2019年12月28日，淮宿蚌城际铁路双堆集站配套工程设施正式开工建设。